# Oita Júko
Oita Júko (尾板 裕子; Hepburn: Oita Yuko) (Japán, 1969. augusztus 3. –) japán válogatott labdarúgó.

## Nemzeti válogatott
1986-ban debütált a japán válogatottban. A japán válogatottban 3 mérkőzést játszott.

## Statisztika
| Japán válogatott | Japán válogatott | Japán válogatott |
| Időszak          | Mérk.            | gól              |
| ---------------- | ---------------- | ---------------- |
| 1986             | 2                | 0                |
| 1987             | 1                | 0                |
| Összesen         | 3                | 0                |